# Płotówko
Płotówko (dodatkowa nazwa w j. kaszub. Môłé Płótowò; niem. Klein Platenheim; do 31 grudnia 2002 Płótówka) – wieś kaszubska w Polsce na Pojezierzu Bytowskim (w części Kaszub zwanej Gochami) położona w województwie pomorskim, w powiecie bytowskim, w gminie Bytów. Wieś jest częścią składową sołectwa Płotowo.
W latach 1975–1998 miejscowość położona była w województwie słupskim. 1 stycznia 2003 nastąpiła zmiana nazwy części wsi Płotowo (dotychczas Płótowa) z Płótówka na Płotówko.

## Z kart historii
Po niekorzystnych dla miejscowych Kaszubów postanowieniach regulacji wersalskiej miejscowość pozostała poza granicami Polski. Mimo szykan niemieckiej administracji otworzono w sąsiednim Płotowie pierwszą polską szkołę na obszarze powiatu bytowskiego. Działał tu Związek Polaków w Niemczech – urodził się tu i mieszkał do śmierci w 1942 prezes (od 1923) Okręgu Kaszuby ZPwN, Jan Styp-Rekowski. Płotówko do 1945 roku znajdowało się na obszarze III Rzeszy.